# Prênk Bibë Doda
Il principe Prênk Bibë Doda (Orosh, 1860 – 1919) è stato un politico e militare albanese.
È ricordato in particolar modo per essere stato il leader albanese della resistenza contro l'Impero ottomano in qualità di principe di Mirdizia e politico poi del Principato di Albania.

## Biografia
Doda nacque nel 1860 ad Orosh, figlio di Dod Bib Pasha della tribù dei Gjonmarkaj, la famiglia storicamente più influente della Mirdizia. Egli fu tra i capi della Lega di Prizren del 1878. Lo scrittore albanese Fishta rappresenterà poi Doda nel suo capolavoro epico Il liuto della montagna (Lahuta e Malcis).

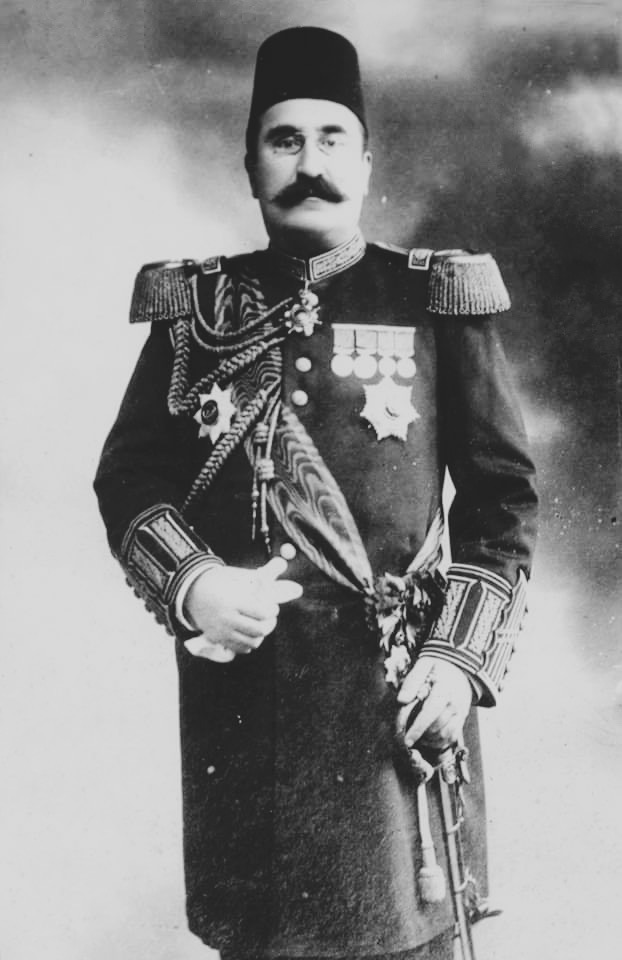

Dopo il fallimento della lega, il governo ottomano esiliò Doda per 19 anni in Asia Minore di modo da impedirgli la reggenza della Mirdizia, nonostante i capi locali facessero pressione alla Sublime porta per il suo rilascio. Fu solo grazie all'intervento delle Grandi Potenze che Doda fece ritorno in patria dall'esilio nel 1904 e poco dopo guidò dei ribelli nuovamente contro l'impero in una faida sanguinosa. Dopo la Dichiarazione d'indipendenza albanese il suo nome fu tra i più rilevanti politici albanesi. Intenzionato a guadagnarsi il supporto dei mirdiziani cattolici volontari delle montagne settentrionali durante la Rivolta contadina in Albania nel 1914, Guglielmo di Wied nominò Doda a suo Ministro degli Esteri. I volontari di Doda e la Gendarmeria Internazionale si unirono agli uomini di Isa Boletini, in gran parte provenienti dal Kosovo. I gendarmi olandesi assieme ai cattolici mirdiziani tentarono di catturare la città di Shijak, ma quando iniziarono i combattimenti coi ribelli il 23 maggio di quell'anno, essi si trovarono circondati e vennero presi come ostaggi.
Nel 1918 Doda prese parte al Congresso di Durazzo e venne eletto vicepresidente del Governo di Durazzo. Nel 1919 rimase ucciso in un attentato predisposto da Nikola Pašić, poi primo ministro del Regno di Iugoslavia.